# Johnny Alf
Né Alfredo José da Silva à Vila Isabel, près de Rio de Janeiro, le 19 mai 1929, Johnny Alf est chanteur et pianiste, considéré comme l'un des pères méconnus de la bossa nova. Il est mort le 4 mars 2010 dans un hôpital de Santo André, en banlieue de São Paulo, au Brésil, dans un relatif oubli. La chanteuse Wanda Sá a rappelé que Johnny Alf est le précurseur de la Bossa Nova, avant que ce genre musical se soit développé.
S'il est reconnu comme une influence majeure par Tom Jobim et João Gilberto, il a en revanche raté le coche lorsque la bossa nova a connu un vif succès.

## Discographie
- 1952 - Johnny Alf
- 1952 - Convite ao Romance - Mary Gonçalves
- 1954 - Johnny Alf (78 T)
- 1955 - Johnny Alf (78 T)
- 1958 - Johnny Alf (78 T)
- 1961 - Rapaz de bem (Long play)
- 1964 - Diagonal (Lp)
- 1965 - Johnny Alf - arranjos de José Briamonte
- 1968 - Johnny Alf e Sexteto Contraponto
- 1971 - Ele é Johnny Alf
- 1972 - Johnny Alf - compacto duplo
- 1974 - Nós
- 1978 - Desbunde total
- 1986 - Johnny Alf - Eu e a brisa
- 1988 - O que é amar
- 1990 - Olhos Negros - participação Gilberto Gil,Chico Buarque,Caetano Veloso, Roberto Menescal, Leny Andrade, Márcio Montarroyos e outros.
- 1997 - Johnny Alf e Leandro Braga - Letra e música Noel Rosa
- 1998 - Cult Alf - Johnny Alf - gravado ao vivo
- 1999 - As sete palavras de Cristo na Cruz - Dom Pedro Casaldáliga
- 2001 - Johnny Alf - Eu e a Bossa - 40 anos de Bossa Nova